# John Ensign
John Eric Ensign, född 25 mars 1958 i Roseville, Kalifornien, är en amerikansk republikansk politiker. Han var ledamot av USA:s representanthus 1995–1999 och ledamot av USA:s senat för delstaten Nevada 2001–2011.
Ensign studerade vid University of Nevada, Las Vegas, Oregon State University och Colorado State University. Han kandiderade 1998 för första gången till senaten, men förlorade knappt mot demokraten Harry Reid. Två år senare fick han 55 procent av rösterna mot 40 procent för demokraten Ed Bernstein. I kongressvalet i USA 2006 besegrade Ensign demokraten Jack Carter som är son till Jimmy Carter och fick ånyo 55 procent av rösterna. Han avgick som senator i maj 2011 för att undgå att bli föremål för undersökning kring en otrohetsskandal som han varit inblandad i. Ensign efterträddes av partikamraten Dean Heller.

## Privat
John Ensign var son till Mike Ensign, som medgrundade och ledde kasinoföretaget Gold Strike Resorts och sen ledde även Circus Circus Enterprises och dess efterföljare Mandalay Resort Group.